# Патријарх српски Филип
Филип је био архиепископ пећки и патријарх српски од 1591. до 1592. године. На трону Српске патријаршије наследио је патријарха Јеротеја 15. јула 1591. године.
У време патријарха Филипа стање у Српској цркви је било веома тешко, првенствено због турских припрема за покретање новог рата против Хабзбуршке монархије и великих пореских терета који су тим поводом наметнути народу. Патријарх Филип је кратко остао на патријаршијском престолу, тако да је забележен у малом броју извора. Помиње се у једном запису на рукописном Метафрасту, који је јерођакон Тимотеј преписао у манастиру Озрену у храму Светог оца Николаја.